# 拉卢贝尔
拉卢贝尔（法語：Laloubère，法語發音：[lalubɛʁ]）是法国上比利牛斯省的一个市镇，位于该省中西部，属于塔布区。

## 地理
拉卢贝尔（43°12'24"N, 0°4'22"E）面积4.05 平方千米，位于法国奧克西塔尼大區上比利牛斯省，该省份为法国西南部内陆省份，北至热尔省，西接大西洋比利牛斯省，南与西班牙接壤，东临上加龙省。
与拉卢贝尔接壤的市镇（或旧市镇、城区）包括：塔布、奥尔格、奥多斯、苏斯。

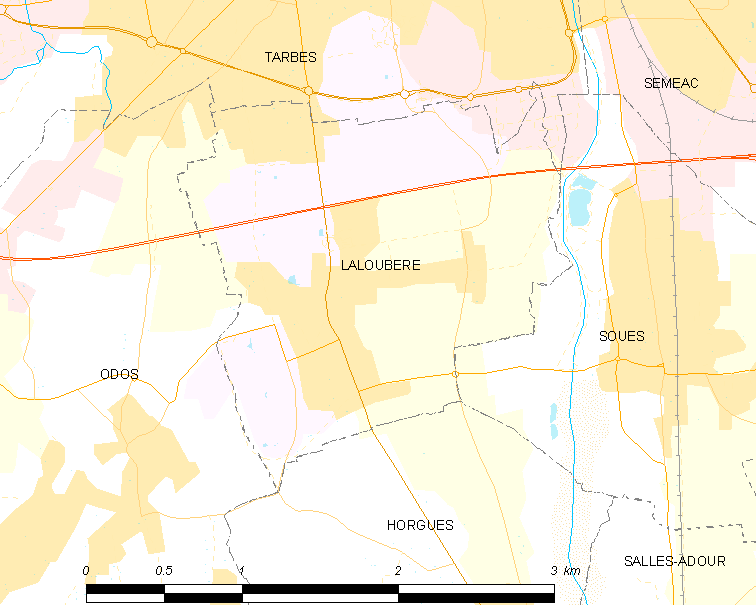
拉卢贝尔的OSM定位图

拉卢贝尔的时区为UTC+01:00、UTC+02:00（夏令时）。

## 行政
拉卢贝尔的邮政编码为65310，INSEE市镇编码为65251。

## 政治
拉卢贝尔所属的省级选区为中阿杜尔县。

## 人口

1962-2008年间拉卢贝尔人口变化图示

拉卢贝尔于2022年1月1日时的人口数量为1858人。